# 보비 살뵈르 메누에즈
보비 살뵈르 메누에즈(Bobbi Salvör Menuez, 1993년 ~ )는 미국의 배우, 모델이다.

## 출연 작품

### 영화
- 5월 이후 (2012) - 레슬리 역
- 몰 (2014) - 아델 역
- 더 브레이크업 걸 (2015) - 켄드라 베이커 역
- 녹터널 애니멀스 (2016) - 서맨사 모로 역
- 랜드라인 (2017) - 소피 역
- 언더 더 실버레이크 (2018)
- 아담 (2019) - 질리언 역

### 텔레비전
- 사랑해요 딕 (2016-17) - 토비 역